# Петровичи (Жабинковский район)
Петровичи (бел. Пятровічы) — деревня в Жабинковском районе Брестской области Белоруссии. Входит в состав Ракитницкого сельсовета. Население — 105 человек (2019).

## География
Петровичи находится в 5 км к югу от Жабинки и в 22 км к северо-востоку от центра Бреста. Деревня стоит на левом берегу реки Мухавец при впадении в него реки Осиповка. На другом берегу реки находится биологический заказник Непокойчицы. У южной окраины деревни проходит автомагистраль магистраль М1. Ближайшая ж/д станция в Жабинке (линия Брест — Барановичи).

## История
Первое упоминание Петровичей в письменных источниках датируется 1567 годом. Имение принадлежало роду Богушевичей, затем стало родовым поместьем семьи Дзеконских, которым принадлежало вплоть до 1939 года.
После третьего раздела Речи Посполитой (1795 год) в составе Российской империи, с 1801 года Петровичи принадлежали Брестскому уезду Гродненской губернии.
В 1830 году Дзеконские выстроили на берегу Мухавца дворец, вокруг был разбит большой парк.
Согласно Рижскому мирному договору (1921) деревня вошла в состав межвоенной Польши, где принадлежала Полесскому воеводству. С 1939 года — в составе БССР. Последний владелец имения выехал в Варшаву, где погиб во время Варшавского восстания. Дворец Дзеконских в 1939 году был разграблен, а в 1945 году полностью разрушен.

## Достопримечательности
- От усадьбы Дзеконских сохранились лишь служебная постройка и остатки парка с «дубом-патриархом»[6].
- Могила жертв фашизма. Похоронены 30 мирных жителей, расстрелянных фашистами в 1942 году. В 1974 году на могиле установлен обелиск[7].